# تترا بطريقية
تترا بطريقية (بالإنجليزية: penguin tetra)، (باللاتينية: Thayeria boehlkei)، هي سمكة زينة من فصيلة التترا تعيش في روافد وأنهار أمريكا الجنوبية، يصل حجمها إلى 8 سم بحد أقصى، درجة الحرارة من 22 إلى 28 درجة مئوية. السمكة من الأنواع المسالمة جدا في الأحواض وسهلة التربية. لونها ذهبي في أسود ويوجد فيها أبيض أحيانا. تأكل أكثر أنواع الأكل ولكنها تفضل القشور والجمبري وبيض الجمبري والدود الحي. الذكر أقل حجما من الأنثى. أما الأنثى كبيرة الحجم عن الذكر بطنها أكبر من الذكر.